# Brahima Konare
Brahima Konare (ur. 27 sierpnia 1974 w Dakarze) – senegalski koszykarz grający na pozycjach silnego skrzydłowego i środkowego. Od grudnia 2003 roku posiada również polskie obywatelstwo. W swojej karierze rozegrał 76 spotkań w Polskiej Lidze Koszykówki.

## Kariera
Konare rozpoczynał swoją karierę w latach 90. XX wieku. W roku 1994 został najlepszym strzelcem Klubowego Pucharu Afryki rozgrywanego w Egipcie. W sezonie 1996/1997 występował w tunezyjskim klubie CAB Tunis. W 1997 roku przeprowadził się do Polski, gdzie został zawodnikiem Startu Lublin. W drużynie tej występował do 2000 roku, występując w tym czasie w sumie w 89 meczach I ligi. Następnie został zawodnikiem AZS Koszalin, z którym w latach 2000–2002 rozegrał 67 spotkań w I lidze. Przed sezonem 2002/2003 powrócił do Startu, w barwach którego zadebiutował w Polskiej Lidze Koszykówki. W sumie przez 2 sezony rozegrał 43 mecze w najwyższej klasie rozgrywkowej w Polsce, zdobywając w sumie 281 punktów i 190 zbiórek. Sezon 2004/2005 rozpoczął w Kotwicy Kołobrzeg, w której wystąpił w 14 meczach I ligi. W grudniu 2004 roku odszedł z Kotwicy i podpisał kontrakt z cypryjskim klubem Omonia Nikozja, w którym grał do końca sezonu 2004/2005. Kolejne rozgrywki rozpoczął w innym cypryjskim zespole – AEK Larnaka, jednak w listopadzie 2005 roku przeniósł się do węgierskiego Kaposvári KK, w którym grał do końca sezonu 2005/2006. Przed kolejnymi rozgrywkami powrócił do Polski, podpisując ponownie kontrakt z AZS-em Koszalin. W barwach tej drużyny rozegrał 33 mecze w najwyższej klasie rozgrywkowej, w których zdobył łącznie 119 punktów i 126 zbiórek. Kolejne 2 sezony spędził w klubie Żubry Białystok, w barwach którego rozegrał 52 mecze w rozgrywkach I ligi. Przed sezonem 2009/2010 podpisał kontrakt z Basketem Kwidzyn, który początkowo miał występować w Polskiej Lidze Koszykówki, ale nie otrzymał licencji i ostatecznie wystąpił w rozgrywkach II ligi. Konare w klubie z Kwidzyna wystąpił w 11 meczach ligowych, po czym w listopadzie 2010 roku, wspólnie z Łukaszem Wilczkiem, odszedł z Basketu. Od lutego do kwietnia 2011 rozegrał jeszcze 14 meczów w lidze brytyjskiej w barwach London Capital, po czym zakończył karierę.
Konare cztery lata po przyjeździe do Polski wziął ślub z Polką, z którą ma dwoje dzieci. Podczas gry w Polsce nauczył się także języka polskiego. W grudniu 2003 roku, po blisko roku oczekiwania, otrzymał polskie obywatelstwo. Po zakończeniu kariery sportowej wyjechał do Anglii, gdzie podjął pracę w branży detektywistyczno-ochroniarskiej.